# 율포 해전
율포해전(栗浦海戰)은 1592년 7월 15일(음력 6월 7일) 이순신이 이끄는 삼도수사(三道水使)의 연합함대가 거제도 율포만에서 부산으로 향하려던 일본 함대(대선 5척, 소선 2척)를 발견하여, 대선 2척과 소선 1척을 불사르고, 나머지는 모두 붙잡은 해전이다.